# Comuna Șovarna, Mehedinți
Șovarna este o comună în județul Mehedinți, Oltenia, România, formată din satele Ohaba, Studina și Șovarna (reședința).

## Date generale
Comuna Șovarna este o așezare de deal, situată în nord-estul județului Mehedinți, pe un teritoriu cu o formă alungită de la vest spre est, cu o întindere maximă de 12,5–13 km., făcând parte din Plaiul Cloșani. Comuna este alcătuită din trei sate: Șovarna (din care fac parte Șovarna de Jos si Runcu - Șovarna de Sus) și Ohaba, care se ordonează pe cursul văii pârâului Șovarna. Studina este un sat de culme.
Chiar pe teritoriul comunei își au zona de contact două unități naturale: Podișul Mehedinți – în partea vestică – și Piemontul Getic – în partea de est. Condițiile naturale menționate au impus locuitorilor de aici ocupații precum creșterea animalelor, cultivarea pomilor fructiferi și cultivarea plantelor leguminoase și cerealiere. Tot aici, localnicii au valorificat dintotdeauna piatra de var, locuitorii de pe Valea Runcului, în primul rând, fiind cunoscuți în zonă și sub numele de “vărari”; la cca. 1 km. de limita așezării se găsesc și astăzi cuptoare, varnițe. Mulți locuitori, în trecut, practicau cărăușia, transportând varul, lemne sau fructe, prin satele cele mai îndepărtate ale Olteniei, dar și în Banat.
Cea mai veche menționare documentară (cunoscută azi) datează din 10 ianuarie 1511, pe când era voievod al Țării Românești Vlad cel Tânăr (Vlăduț), fiul lui Vlad Călugărul. Documentul original menționează numele satelor Șovarna (sub numele de Sivarna) și Runcu. Ohaba este menționată pentru prima oară într-un document datat 31 mai 1561. Este cert însă faptul că satele au existat cu mult înaintea acestor date.

## Obiceiuri tradiționale
Plaiul Cloșani o regiune conservatoare din punctul de vedere al păstrării peste timp a folclorului autentic. În Șovarna, foarte bine păstrate sunt obiceiurile legate de momentele esențiale din viața omului: nașterea, nunta, moartea. Amintim în acest sens: “punerea ursătorilor” sau “ploconul moșilor”, în legătură cu nașterea; pețitul, logodna, chemarea, bărbieritul mirelui, bradul, schimburile de daruri, ”orația mare”, “orația darurilor”, “iertăciunile”, “cântecele de despărțire”, “dezvelitul miresii” și multe altele, în legătură cu nunta; “cântatul mortului” (jeluirea), Cântecul Zorilor(“Zorile”), Cântecul bradului (“Zorile bradului”), “statul”, toiagul, priveghiul, “podurile”, pomana, ”izvorul”, în legătură cu moartea.
De asemenea, foarte bine păstrate sunt hora satului și nedeia. Hora începe de obicei cu “Hora de mână”, horă lină, domoală, largă, cu pași înainte și înapoi sau cu “Danțul”, joc săltat, rapid, și se continuă cu “Ghimpele”, “Rustemul”, “Bordeiașul”, “Floricica”, unde vioiciunea se îmbină cu frumusețea coregrafică a dansului. Cel mai des se joacă însă “Sârba”, un joc foarte alert. De remarcat este faptul că toate aceste dansuri populare “se joacă” în cerc.
Nedeia este cea mai mare sărbătoare a anului pentru întreg Plaiul Cloșani, fiind o ofrandă adusă naturii pentru belșugul ce-l oferă fiecărui gospodar în parte, dar și colectivității ca întreg; este un prilej de întâlnire pentru toți membrii neamului. De altfel, trebuie spus că aici există încă foarte vie conștiința apartenenței la neam, în sensul de rudenie. Sărbătoarea nedeilor se întinde pe parcursul a două-trei zile. Sub influența creștinismului, au căpătat valoarea unui Hram, nedeia fiind programată azi în funcție de hramul bisericii din sat.
O mare varietate cunosc și obiceiurile de peste an. Zonă deluroasă și submontană, ocupațiile de bază fiind agricultura și creșterea animalelor, Plaiul Cloșani este caracterizat prin obiceiuri și practici care să contribuie la apărarea holdelor, animalelor sau a oamenilor de stihiile pământului sau ale naturii: “Răscocitul”, “Năprăorul”, “Lăsatele”, “Sântoaderii”, “Mucenicii”, “Mama-Mușa” sau “Ciumarca” – “Vinereaua”, “Barbura”, “Sângeorzul”, “Rusalele” etc.

## Demografie
Componența etnică a comunei Șovarna
     Români (91,14%)
     Alte etnii (0%)
     Necunoscută (8,86%)
Componența confesională a comunei Șovarna
     Ortodocși (90,23%)
     Alte religii (0,7%)
     Necunoscută (9,06%)
Conform recensământului efectuat în 2021, populația comunei Șovarna se ridică la 993 de locuitori, în scădere față de recensământul anterior din 2011, când fuseseră înregistrați 1.270 de locuitori. Majoritatea locuitorilor sunt români (91,14%), iar pentru 8,86% nu se cunoaște apartenența etnică. Din punct de vedere confesional, majoritatea locuitorilor sunt ortodocși (90,23%), iar pentru 9,06% nu se cunoaște apartenența confesională.

## Politică și administrație
Comuna Șovarna este administrată de un primar și un consiliu local compus din 9 consilieri. Primarul, Constantin Prundeanu-Mică[*], de la Partidul Social Democrat, este în funcție din 2000. Începând cu alegerile locale din 2024, consiliul local are următoarea componență pe partide politice:
|  | Partid                                 | Consilieri | Componența Consiliului | Componența Consiliului | Componența Consiliului |
|  | -------------------------------------- | ---------- | ---------------------- | ---------------------- | ---------------------- |
|  | Partidul Național Liberal              | 3          |                        |                        |                        |
|  | Partidul Social Democrat               | 3          |                        |                        |                        |
|  | Alianța pentru Unirea Românilor        | 2          |                        |                        |                        |
|  | Partidul Revoluționar Creștin Democrat | 1          |                        |                        |                        |